# MegaMek
MegaMek es videojuego de código abierto, de estrategia por turnos, que simula el juego de mesa "Clásico BattleTech". MegaMek no es un juego oficial, ni licenciado por los editores del BattleTech, pero es un simulacro fiel del juego.  Las excepciones son unas cuantas marcas registradas que son cambiaros por otras (p. ej., cambiando  soyech a Mek).

## Visión general
MegaMek está desarrollado y mantenido por una comunidad de programadores voluntarios, este pequeño núcleo de los desarrolladores es apoyado por numerosos colaboradores.  El proyecto esta en Sourceforge.net y está distribuido con su código de fuente bajo el GNU Licencia Pública General.  El juego está escrito enteramente en Java con los gráficos usan la librería Swing (hay una interfaz en AWT, pero no está muy actualizado con las características más nuevas).
Actualmente, MegaMek soporta todas las reglas de la caja introductoria de BattleTech, la mayoría de las reglas del Totales Warfare del núcleo de reglas, incorpora también las reglas avanzadas del libro "Operaciones tácticas" y algunas reglas caseras.  El juego ofrece un sencillo algoritmo genético para un bot que uno puede jugar, aun así esta lejos su inteligencia artificial de lo óptimo.  También, la mayoría de las reglas de AeroTech de Totales Warfare están implementadas. Está en desarrollo una interfaz en 3D.  El juego actualmente admite multijugador por TCP/IP, aunque se puede jugar por correo electrónico intercambiando las partidas guardadas.
MekWars es un proyecto hermano también escrito en Java, el cual da a MegaMek una estructura de campaña con una interfaz de charla, hangares, cuentas, reparaciones, y numerosos otros cambios, los cuales pueden ser definidos por cada administrador de servidor. Hay numeroso servidores de MekWars qué ofrece campañas de BattleTech en diferentes eras.

## Recepción crítica
En junio de 2003, MegaMek fue escogido como el proyecto del mes de Sourceforge.net y tuvo una aparición en la revista Linux Magazine.
En junio de 2017, Megamek tuvo por encima de 754,000 descargas en Sourceforge.